# Ōmori Shōzō
Ōmori Shōzō (japanisch 大森 荘蔵; geboren 1. August 1921 in Okayama; gestorben 17. Februar 1997) war ein japanischer Philosoph und Autor.

## Leben
Ōmori Shōzō machte im Jahr 1944 seinen Abschluss an der Fakultät für Physik der Fakultät für Naturwissenschaften der Kaiserlichen Universität Tokio. Nachdem er am „Naval Technical Research Institute Mitaka Experimental Station“ (海軍技術研究所三鷹実験所, Kaifun Gijtsukenkyū Mitaka Jikkenjo) gearbeitet hatte, trat er 1946 in die Abteilung für Philosophie der Fakultät für Literatur der Universität Tokio ein und schloss 1949 sein Studium ab.
Nach einem Auslandsstudium am Oberlin College in den Vereinigten Staaten von 1950 bis 1951 wurde er 1952 Assistent an der Fakultät für Künste und Wissenschaften seiner Alama Mater. 1953 wurde er Dozent, 1966 Professor und Dekan der Fakultät von 1976 bis 1977. Im Jahr 1982 ging er als Meiyo Kyōju in den Ruhestand und Professor an der „Offenen Universität Japan“. Von 1983 bis 1985 war er Vizepräsident der „Offenen Universität“ und ging 1989 in den endgültigen Ruhestand.

## Wirken

### Frühe Jahre
Nachdem Ōmori an der Universität Physik als Hauptfach studiert hatte, wandte er sich der Philosophie zu. 1953, nach seinem Studium in den Vereinigten Staaten, trat er in der japanischen philosophischen Welt als Wegbereiter des logischen Positivismus und der analytischen Philosophie auf. Zusammen mit Sawada Nobushige (沢田 允茂; 1916–2006) und Yoshida Natsuhiko (吉田 夏彦; 1928–2020) bildete er eine Gruppe, die die Position der „wissenschaftlichen Philosophie“ vertrat und begann, die Ideen des Existentialismus, Marxismus usw. zu erforschen. Der Zweite Weltkrieg eröffnete eine neue Phase unterschiedlicher Denkansätze, die Ergebnisse wurden in „Philosophie im Zeitalter der Wissenschaft“ (1964) zusammengefasst.
Von den 1950er bis zum Ende der 1960er Jahre veröffentlichte Ōmori zahlreiche Aufsätze in den Bereichen analytische Philosophie und Wissenschaftstheorie, die auf den Argumenten von Berkeley, Hume und Wittgenstein basierten. Die wichtigsten sind in „Sprache, Wahrnehmung und die Welt“ (1971) enthalten. Während dieser Zeit konzentrierte er sich auf Sprache, Wahrnehmung und die Welt und argumentierte vom Standpunkt des Phänomenalismus und des solipsistischen Behaviorismus. In Bezug auf die Sprache lehnte er Argumente ab, die die Bedeutung von Sprache begründeten, und betrachtete Sprache als Funktion. Bezüglich der Wahrnehmung kritisierte er die dreipolige Struktur der Wahrnehmung: „Wirkung“ (作用, Sayō), „Inhalt“ (内容; Naiyō) und „Gegenstand“ (対象, Taishō). Ōmoris Argument, dass es keinen Unterschied zwischen Wahrnehmungshandlung, Wahrnehmungsinhalt und Wahrnehmungsobjekt gebe, wird als Vorläufer der Kritik des subjektiv-objektiven Schemas anerkannt. Er schlug auch eine Theorie vor, dass die Beziehung zwischen Wahrnehmungslandschaften und wissenschaftlichen Darstellungen keine Ursache-Wirkungs-Beziehung oder eine einfache parallele Beziehung sei, sondern vielmehr eine „überlagerte Beziehung“. Alle diese Philosophien waren Versuche, die Beziehung zwischen der Welt und den Menschen so zu sehen, einfach, wie sie wirklich sind, und sie auf einfache Weise zu beschreiben.

### Spätere Jahre
Es wird gesagt, dass der größte Wendepunkt in Ōmoris Philosophie sein Aufsatz „Kotodama-ron“ (ことだま論) – etwa „Seele der Sprache“ aus dem Jahr 1973 war. Von Beginn seiner philosophischen Arbeit an hat Ōmori die Beziehung zwischen Dingen und dem Geist sowie die Beziehung zwischen Wahrnehmung und dem naturwissenschaftlichen Weltbild aus der Perspektive der Betrachtung der Welt, wie sie ist, diskutiert, wie oben erwähnt, und insbesondere dieser „Kotodama-Theorie“ dargestellt. Später, in den 1970er Jahren, kritisierte er den Dualismus von Materie und Geist und befürwortete den „Emerge-Monismus“, der sich auf das Schlüsselkonzept des „Erscheinens/Aufretens“ (立ち現われ; Tachi-aware) konzentrierte. Dabei handelte es sich um eine Sichtweise, die vollständig an der vorherigen phänomenistischen Position festhielt und der Welt das zurückgab, was als „innerhalb des Geistes“ galt, und es als „erscheinend“ betrachtete. Die Aufsätze aus dieser Zeit wurden in „Dinge und Geis“ (1976), „Fliessen und Stagnation – Philosophische Fragmente“ (1981) und „Neue Sicht Neue Theorie“ (1982) zusammengefasst.
Im „Erscheinungsmonismus“ wird der dualistische Gegensatz zwischen der Welt und dem Geist geleugnet und die Welt wird als eine Welt angesehen, die einen Geist hat. „Wissen und Akademiker“ plädiert jedoch für die Wiederherstellung dieser Weltanschauung auf der Grundlage historischer Berichte der Wissenschaft (1983).
In den 1990er Jahren veröffentlichte Ōmori „Zeit und das Selbst“ (1992), „Zeit und Existenz“ (1994) und „Zeit fließt nicht“ (1996), die sich alle mit der der Zeit befassten. Hier stellt er dar, dass die „Gegenwart“ durch „Wahrnehmungserfahrung“ erfahren wird, während die „Vergangenheit“ durch „Erinnerungserfahrung“ erfahren wird. Er argumentiert, dass Kants „naiver Realismus“ nicht existiert, dass „Vergangenheit selbst“ als Realität der Vergangenheit, die dem „Ding selbst“ gegenübergestellt wird, und die Vergangenheit als sprachliche Produktion darstellt. Er argumentiert auch, dass die Bedeutung des anderen Selbst aus dem Netzwerk von Aussagen entsteht, die man erlebt. Indem er eine phänomenistische Haltung einnimmt, kann man sagen, dass er den Punkt erreicht hat, an dem er versucht, sein Verständnis von Phänomenen auf den Schauplatz ihrer Entstehung zu stützen.
Als der Name „Ōmori-Philosophie“ geprägt wurde, war er einer der (in Japan) seltenen Philosophen, indem er nicht nur die westliche Philosophie übersetzte, sondern auch seine eigenen Ideen entwickelte. Zusammen mit Hiromatsu Wataru (廣松 渉; 1933–1994) wurde er zu einer der einflussreichsten Figuren in der japanischen philosophischen Welt. Zu den Philosophen, die Omoris Philosophie kritisch übernahmen, gehören Noya Shigeki (野矢 茂樹; geb. 1954) und Nagai Hitoshi (永井 均; geb. 1951). 1992 erhielt Ōmori den 5. Watsuji-Tetsurō-Kulturpreis für „Zeit und das Selbst“.

## Publikationen
- „Gengo Chikaku Sekai“ (言語・知覚・世界) – „Sprache, Wahrnehmung und die Welt“ (1971, Iwanami Shoten)
- „Mono to Kokoro“ (物と心) – „Dinge und Geist“ (1976, University of Tokyo Press/Chikuma Gakugei Bunko)
- „Nagare to Yodomi – Tetsugaku Danshō“ (流れとよどみ――哲学断章) – „Fliessen und Stagnation – Philosophische Fragmente“ (1981, University of Tokyo Press)
- „Shinshikaku shinron“ (新視覚新論) – „Neue Sicht Neue Theorie “ (1982, University of Tokyo Press)
- „Chishiki to Gakumon no Kōzō – Chi no Kōchiku to sono Jubaku“(知識と学問の構造――知の講築とその呪縛) „Die Struktur von Wissenschaft und Gelehrsamkeit – Struktur des Wissens und dessen Fluch“ (1983, Obunsha)
- „Jikan to Jiga“ (時間と自我) – „Zeit und das Selbst“ (1992, Seidosha)
- „Jikan to Sonzai“ (時間と存在) – „Zeit und Existenz“ (1994, Seidosha)
- „Tetsugaku no Kyōen – Ōmori Shōzō Zadan-shū“ (哲学の饗宴――大森荘蔵座談集) – „Fest der Philosophie – Ōmori Shōzō Rundgespräche-Sammlung“ (1994, Risosha)
- „Toki wa nagarezu“ (時は流れず) – „Zeit fließt nicht“ (1996, Seidosha)
- „Ōmori Shōzō Chasaku-shū“ (大森荘蔵著作集) – „Ōmori Shōzō Collection“, 10 Bände (1998, 1999, Iwanami Shoten)